# Herbrand Sackville, 9. hrabě De la Warr
Herbrand Sackville, 9. hrabě De la Warr (Herbrand Edward Dundonald Brassey Sackville, 9th Earl De la Warr, 9th Viscount Cantelupe, 15th Baron De la Warr, 5th Baron Buckhurst) (20. června 1900, Bexhill-on-Sea, Anglie – 28. ledna 1976, Londýn, Anglie) byl britský státník ze staré anglické šlechty. Jako první peer se stal členem Labouristické strany, před druhou světovou válkou zastával několik funkcí v britské vládě, naposledy byl v letech 1951–1955 generálním poštmistrem.
Pocházel ze starobylého šlechtického rodu West, který po vymření vévodů z Dorsetu užíval jméno Sackville–West, v některých generacích ale jen příjmení Sackville. Odkazem na vymřelý rod Sackvillů byl také titul barona Buthursta, který vycházel ze starého rodového sídla Buckhurst Park (Sussex). Herbrand byl synem 8. hraběte De la Warr, který padl za první světové války, po matce Muriel Brassey (1872–1930) byl vnukem státníka Thomase Brasseye a mimo jiné také synovcem markýze z Willingdonu. Titul hraběte De la Warr zdědil v roce 1915, do Sněmovny lordů vstoupil v roce 1922.

## Politická kariéra
Studoval v Etonu a Oxfordu, kde přijal socialistické myšlenky a jako první britský peer se stal členem Labour Party. Díky tomu se v prvních labouristických vládách dostal k méně významnému postu lorda komořího Jiřího V. (1924, 1929–1931), v letech 1929–1930 byl zároveň státním podsekretářem války. Během politické krize v roce 1931 odešel z Labouristické strany a postavil se do čela Národního labouristického výboru, který organizoval podporovatele pravicově orientované národní vlády z řad labouristů. V letech 1930–1934 byl parlamentním tajemníkem na ministerstvu zemědělství, ve funkci státního podsekretáře války (1936–1937) byl od roku 1936 zároveň členem Tajné rady. V Chamberlainově vládě byl nejprve lordem strážcem tajné pečeti (1937–1938), poté ministrem školství (1938–1940) a ministrem veřejných prací (1940). Na konci třicátých let nesouhlasil s politikou appeasementu, ale svou plánovanou rezignaci po Mnichovské dohodě neuskutečnil a zůstal členem Chamberlainova kabinetu. S nástupem Winstona Churchilla byl vyřazen z vysoké politiky na jedenáct let, znovu vstoupil až do druhé Churchillovy vlády jako generální poštmistr (1951–1955).
Byl rytířem Řádu britského impéria, ve Francii získal Řád čestné legie. Mimo jiné byl smírčím soudcem a zástupcem místodržitele v hrabství Sussex, kde vlastnil statky. V letech 1932–1934 byl starostou ve svém rodišti Bexhill-on-Sea
Byl dvakrát ženatý, tři děti měl z prvního manželství s Dianou Leigh (1896–1966). Starší syn William Sackville, 10. hrabě De la Warr (1921–1988), byl dědicem šlechtických titulů, mladší syn Thomas Sackville (1922–1943) padl za druhé světové války jako příslušník RAF. Podruhé se oženil v roce 1968 se Sylvií Harrison (1904–1992), sestrou herce Rexe Harrisona a vdovou po ministrovi vnitra 1. hraběti z Kilmuiru.